# Eduardo Baptista
Eduardo Alexandre Baptista (Campinas, 30 de março de 1972) é um treinador e ex-futebolista brasileiro que atuava como zagueiro. Atualmente comanda o Criciúma. É filho do também treinador Nelsinho Baptista.

## Carreira como jogador
Nascido em Campinas, começou sua carreira de jogador como zagueiro jogando pelo Juventus, mas, por ter sido um zagueiro, seu pai, Nelsinho Baptista, convenceu Eduardo a seguir outro rumo.

## Carreira como preparador físico
Após várias passagens por outros clubes para adquirir experiência, em 2002 aceitou o convite de seu pai para se juntar à equipe dele no Goiás, como preparador físico. Eduardo ficou trabalhando ao lado de Nelsinho por nove anos, porém, em função do tsunami que se abateu sobre o Japão em 2011, quando trabalhava no Kashiwa Reysol, ele acabou retornando ao Brasil, para ficar mais perto da família. Em 2012, voltou ao Sport, onde já havia trabalhado ao lado de seu pai entre 2007 e 2009, enquanto Nelsinho continuou no Kashiwa.

## Carreira como treinador

### Sport
Após a demissão de Geninho, Eduardo foi nomeado técnico interino do Sport em janeiro de 2014. Por conta dos resultados positivos no comando da equipe, em fevereiro foi efetivado como treinador. Meses depois, consagrou-se campeão da Copa do Nordeste e do Campeonato Pernambucano.
Eduardo fez grande campanha com o Sport no Campeonato Brasileiro, deixando o clube em 11º lugar, a melhor classificação em campeonatos desde que o mesmo se tornou a ser disputado por pontos corridos. O treinador igualou o feito de seu pai, Nelsinho Baptista, terminando a competição nacional com uma sequência de oito jogos sem derrotas.
Já em 2015, após um início complicado, ficando em 3º no Campeonato Pernambucano e sendo eliminado precocemente na Copa do Nordeste, conseguiu emplacar uma sequência de 10 jogos sem derrotas no Brasileirão. Baptista levou o Sport a ficar entre os quatro primeiros colocados do campeonato, sendo, até o final do turno, o treinador que mais tempo ficou com seu clube no G4 (os quatro melhores classificados), por 14 rodadas, e sendo elogiado por toda a mídia especializada por seu grande conhecimento tático e pela disposição tática e ofensiva do Sport.
No dia 13 de junho, na vitória por 2–1 contra o Joinville, válida pelo Campeonato Brasileiro, o técnico atingiu a marca de 100 jogos no comando do Sport. Já em agosto, o nome de Eduardo apareceu entre os 100 melhores treinadores do mundo, em um ranking divulgado pelo site inglês Coach World Ranking.

### Fluminense
Após uma vitoriosa passagem pelo Sport, Eduardo Baptista foi anunciado como novo treinador do Fluminense no dia 17 de setembro de 2015, com contrato até o final de 2016. A equipe vinha em crise por conta de maus resultados, e apostou no técnico para dar a volta por cima. Em sua apresentação, o técnico disse que sempre viu no Fluminense uma filosofia muito parecida com a maneira de ver o futebol que ele tem.
| “                  | O Fluminense tem uma filosofia muito parecida com a maneira de ver o futebol que eu tenho. Quando eu direcionei minha carreira para treinador, tracei um perfil, e sempre vi no Fluminense um clube com esse pensamento, de ter uma base forte, de ter equilíbrio, uma paciência maior com os meninos. Tudo isso está dentro do que penso no futebol. Não que o Sport não tenha isso. Mas senti que estava chegando meu fim no Sport. Vim para o Rio de Janeiro para jogar contra o Vasco da Gama, ainda pelo Sport, e recebi um telefonema do Peter Siemsen. Me senti à vontade e me deu confiança para assumir esse desafio. Estou muito feliz e honrado com essa oportunidade. | ” |
| — Eduardo Baptista | |   |

#### Campeonato Brasileiro
Com apenas um dia como técnico do Flu, Eduardo comandou a equipe diante da Ponte Preta em Campinas, e saiu derrotado por 3–1. Em crise por conta dos maus resultados, o Fluminense levou os treinos para a Escola de Educação Física do Exército, para se preparar para o jogo contra o Grêmio, pela Copa do Brasil. Após um empate na Copa do Brasil, o técnico conseguiu sua primeira vitória pelo Tricolor no dia 26 de setembro, num triunfo por 2–0 contra o Goiás, encerrando assim um jejum de nove jogos no clube.
Após a frustrante eliminação na Copa do Brasil, só restava ao técnico livrar a equipe de qualquer chance de rebaixamento no Campeonato Brasileiro, e o Fluminense garantiu a permanência na primeira divisão após a vitória por 3–1 contra o Avaí, pela 36ª sexta rodada do Brasileirão. Com essa vitória, o técnico já poderia começar o planejamento pra temporada seguinte.

#### Copa do Brasil
Com a situação complicada no Campeonato Brasileiro, Eduardo Baptista chegou com a principal missão de levar a equipe ao título da Copa do Brasil. Após uma derrota na estreia e com o clube em crise, o Fluminense levou os treinos para a Escola de Educação Física do Exército, para se preparar para o jogo de ida das quartas-de-final da Copa do Brasil. Em seu segundo jogo pelo Fluminense, contra o Grêmio, pelo jogo de ida nas quartas-de-final, e a equipe empatou por 0–0, levando a decisão para Arena do Grêmio. O técnico conseguiu fortalecer o sistema defensivo, que havia levado sete gols nos últimos dois jogos. No segundo jogo do confronto, o Fluminense conseguiu uma classificação heroica na Copa do Brasil, em um duelo em que o Grêmio era considerado o favorito pela imprensa. O time enfrentou o Grêmio fora de casa, resistiu a uma grande pressão nos minutos finais e, com o empate por 1–1, a equipe avançou às semifinais da competição. Eduardo vibrou muito após o apito final. Nas semifinais, enfrentou o Palmeiras e a equipe carioca venceu o primeiro jogo por 2–1, no segundo, em uma partida que o tricolor foi bastante pressionado pelo adversário, perdeu pelo mesmo placar e foi eliminado nos pênaltis. O técnico avaliou a eliminação como injusta, pois, em sua opinião, a equipe foi superior ao adversário nos dois confrontos.

#### Campeonato Carioca de 2016
Após um péssimo começo de Campeonato Carioca, com apenas duas vitórias, um empate e três derrotas, Eduardo Baptista foi demitido do Fluminense no dia 25 de fevereiro, um dia após a derrota no clássico contra o Botafogo, por 2–0. No total, dirigiu a equipe em 26 partidas, com um pífio retrospecto de apenas 37% de aproveitamento.

### Ponte Preta
Após Alexandre Gallo ter sido demitido do comando da Ponte Preta, Eduardo Baptista foi anunciado como novo treinador da Macaca no dia 15 de abril de 2016. No dia 2 de dezembro, acertou sua saída da Ponte.

### Palmeiras
Logo após ter deixado a Ponte, assinou com o Palmeiras no dia 16 de dezembro, sendo apresentado no dia 5 de janeiro. Quatro meses depois, no dia 4 de maio, foi demitido após o Verdão ser derrotado na Bolívia pelo Jorge Wilstermann, na quinta rodada da fase de grupos da Libertadores da América.

### Atlético Paranaense
Foi contratado como novo técnico do Atlético Paranaense no dia 23 de maio de 2017. Já no dia 10 de julho, foi demitido do Furacão.

### Retorno à Ponte Preta
No dia 20 de setembro de 2017, acertou seu retorno a Ponte Preta, assinando até o fim de 2018. O mesmo não conseguiu livrar a Macaca do rebaixamento para a segunda divisão, e o clube disputou a Série B em 2018.
Em 9 de março de 2018, após uma campanha muito fraca no Campeonato Paulista, foi demitido do clube.

### Coritiba
Foi anunciado como novo técnico do Coritiba no dia 16 de abril de 2018, em substituição a Sandro Forner. Já no dia 10 de agosto, após empatar em 0–0 contra o Sampaio Corrêa, foi demitido do clube.

### Retorno ao Sport
No dia 15 de agosto de 2018, foi anunciado como novo treinador do Sport. Eduardo retornou após três anos desde a sua saída do clube. No entanto, pediu demissão com 40 dias de trabalho e apenas 16% de aproveitamento.

### CSA
Após a demissão do técnico Maurício Barbieri, foi anunciado como novo técnico do CSA no dia 10 de fevereiro de 2020. Após a derrota para o CRB em 30 de agosto de 2020, foi informada a demissão do técnico.

### Atlético Goianiense
Em 28 de agosto de 2022, foi anunciado como novo técnico do Atlético Goianiense.
Após estrear com vitória diante do São Paulo na semifinal da Copa Sul-Americana, o treinador viu o clube acumular cinco derrotas consecutivas e pediu demissão. No período, o Dragão acabou eliminado da competição pelo próprio São Paulo, após perder por 2–0 e cair nos pênaltis.

### Novorizontino
Baptista teve a sua contratação oficializada pelo Novorizontino no dia 16 de novembro de 2022, assinando com o time de Novo Horizonte para a temporada 2023. O treinador teve um ano positivo no comando da equipe, com o time conseguindo o retorno à elite do Campeonato Paulista e por pouco também não subindo para a Série A do Campeonato Brasileiro.
Em junho de 2024, Eduardo viveu uma experiência inédita no futebol brasileiro. Durante o duelo entre Novorizontino e Ponte Preta, pela 10ª rodada da Série B, o técnico enfrentou o seu próprio pai, Nelsinho Baptista, então treinador da Ponte. Na partida realizada no Estádio Moisés Lucarelli, a equipe de Nelsinho levou a melhor e venceu por 1–0.
No dia 3 de abril de 2025, às vésperas da estreia do Novorizontino na Série B, o time anunciou a saída de Eduardo Baptista. Ao todo, ficou dois anos e cinco meses no comando do Tigre do Vale, e era o quarto treinador mais longevo do Brasil, atrás apenas de Abel Ferreira (Palmeiras), Jorge Castilho (Maringá) e Juan Pablo Vojvoda (Fortaleza). Eduardo comandou a equipe em 124 jogos oficiais, com 60 vitórias, 32 empates e 33 derrotas — um aproveitamento de 56,9%.

## Estatísticas
Atualizadas até 26 de janeiro de 2024
| Clube               | Jogos | Vitórias | Empates | Derrotas | Aproveitamento |
| ------------------- | ----- | -------- | ------- | -------- | -------------- |
| Sport               | 132   | 58       | 32      | 42       | 51,7%          |
| Fluminense          | 26    | 8        | 5       | 13       | 37,2%          |
| Ponte Preta         | 71    | 23       | 20      | 28       | 41,7%          |
| Palmeiras           | 23    | 14       | 4       | 5        | 66%            |
| Atlético Paranaense | 13    | 5        | 3       | 5        | 46,1%          |
| Coritiba            | 18    | 6        | 8       | 4        | 48,1%          |
| Vila Nova           | 22    | 5        | 10      | 7        | 37%            |
| Mirassol            | 66    | 30       | 14      | 22       | 52,5%          |
| Remo                | 8     | 2        | 5       | 1        | 45,8%          |
| Juventude           | 17    | 3        | 5       | 9        | 26%            |
| Atlético Goianiense | 6     | 1        | 0       | 5        | 16%            |
| Novorizontino       | 124   | 60       | 32      | 33       | 56,9%          |

## Títulos

### Como jogador
Juventus
- Copa São Paulo de Futebol Júnior: 1985

### Como preparador físico
Goiás
- Campeonato Goiano: 2003

Sport
- Campeonato Pernambucano: 2008 e 2009
- Copa do Brasil: 2008

Kashiwa Reysol
- Campeonato Japonês - Série B: 2010
- Campeonato Japonês: 2011

Paulista
- Copa Paulista: 2011

### Como treinador
Sport
- Campeonato Pernambucano: 2014
- Copa do Nordeste: 2014
- Taça Ariano Suassuna: 2015

Mirassol
- Campeonato Brasileiro Série D: 2020

Remo
- Copa Verde: 2021